# フレミングキー
フレミングキー (Fleming Key) はアメリカ合衆国フロリダ州にある島。キーウェスト北西部の沖にあり、およそ長さ3.2km、幅0.4kmである。
キーウェストとはフレミングキー橋で結ばれている。
島および橋はキーウェスト海軍航空基地 (Key West Naval Air Station) の一部であり、民間人は許可無く立ち入ることは出来ない。島には一日当たり1000万ガロンの汚水を処理できる施設がある。また、イルカ研究センター (dolphin research center) や海洋腐食試験施設 (marine corrosion testing facility) などもある。
島の北端にはアメリカ陸軍特殊部隊群水中作戦訓練センター( United States Army Special Forces Underwater Operations Training Center) がある。